# Louis Aragon
Louis Aragon (Pariz, 3. listopada 1897. – Pariz, 24. prosinca 1982.), francuski povjesničar i pjesnik, jedan od važniji predstavnika nadrealizma i dadaizma.
Aragon se rodio i umro u Parizu.
Bio pristalica dadaizma od 1919. do 1924., postao osnivač pokreta nadrealizma 1924. zajedno s Andréom Bretonom i Philippeom Soupaultom. Aragon se pridružio Komunističkoj Partiji Francuske zajedno s još nekoliko nadrealista. Njezin član ostat će do kraja života, pri tom pišući nekoliko političkih poema uključujući i jednu posvećenu Mauriceu Thorezu, ali bio je jako velik kritičar SSSR-a, naročito tijekom 1950-ih.
Godine 1939. oženio je Elsu Triolet (rođena 1896.), snahu ruskog pjesnika Vladimira Majakovskog.
Tijekom njemačke okupacije Francuske za vrijeme Drugog svjetskog rata pisao je za tajni list Les Éditions de Minuit.
Važnija Aragonova poema je "Crveni Poster" u kojoj je počastio strance koji su poginuli oslobađajući Francusku. To je učinio odgovarajući nacističkoj propagandnoj kampanji zvanoj Crveni Poster, koja je trebala uvjeriti francuski narod i javnost da je pokret otpora fašizmu u Francuskoj bio sastavljen od stranaca, uglavnom Židova, koji su služili interesima Britanije i Sovjetskog Saveza. 
Nakon smrti svoje žene 16. lipnja 1970., Aragon je otkrio svoju biseksualnost i pojavljivao se na gay paradama ponosa u ružičastim kolima.